# Монтаж компонентов на печатную плату
Монтаж компонентов на печатную плату —  процесс состоит из механического соединения деталей и электронных компонентов в последовательности, обеспечивающей их требуемое расположение и взаимодействие для обеспечения установленных технических требований.

## Разновидности
- Выводной монтаж (монтаж в отверстия) — выводы компонентов монтируются в металлизированные отверстия на печатной плате, тем самым образуя электрические цепи.
- Поверхностный монтаж — выводы компонентов монтируются на металлизированные площадки на печатной плате, тем самым образуя электрические цепи.
- Смешанный монтаж — на платах используется и выводной монтаж, и поверхностный монтаж.

Поверхностный монтаж все более вытесняет выводной монтаж, но поскольку на ПП все равно остаются силовые компоненты и разъемы, поэтому полностью отказаться от выводного монтажа ещё сложно. В связи с этим на ПП преобладает смешанный монтаж.